# Lira (ca sĩ)
Lerato Molapo, được biết đến với nghệ danh Lira, là một ca sĩ Nam Phi. Cô được sinh ra ở Daveyton năm 1979. Tên của cô dịch là "yêu" bằng tiếng Sesotho và cô có thể nói bốn thứ tiếng. Cô là  một ca sĩ nhạc Afro-Soul từng đoạt giải thưởng Âm nhạc Nam Phi 11 lần, đề cập đến âm nhạc của cô là đề cập đến "một sự hợp nhất giữa linh hồn, các yếu tố của nhạc jazz và châu Phi".

## Cuộc đời
Cuộc sống của cô đã sớm được định hình bởi những thực tế khắc nghiệt của nạn phân biệt chủng tộc trước đây về chủng tộc và kinh tế xã hội của Nam Phi. Cô bắt đầu biểu diễn trực tiếp ở tuổi 16, hát cả hai phiên bản cover và các bài hát tự viết.
Là một sinh viên đại học, Lira học Kế toán và sử dụng các kỹ năng của mình để trao đổi thời gian ghi âm tại một studio địa phương, kết quả là bản demo đầu tiên của cô ở tuổi 18. Khi tốt nghiệp, Lira tiếp tục làm kế toán trong hai năm. Với tham vọng trở thành ca sĩ, cô đã viết lá thư từ chức và tạo ra một kế hoạch 5 năm cho sự nghiệp âm nhạc của mình.

## Sự nghiệp
Năm 2000, cô được phát hiện bởi nhạc sĩ / nhà sản xuất Arthur Mafokate, người đã ký hợp đồng với hãng thu âm cùng cô, 999 Music, và đã giúp phát hành album đầu tay All My Love (2003). Album đã giúp Lira giành được giải thưởng tại Giải thưởng Metro FM, Giải thưởng Âm nhạc Nam Phi và Giải thưởng âm nhạc Channel O Reel. Trong năm sau, cô rời 999 Music và hợp tác với Victor Mngomezulu, bass Tshepo Sekele, và nhà sản xuất Robin Kohl, sau đó cô đã ký hợp đồng với Sony Music Africa và phát hành album chính đầu tiên của mìnhː Feel Good (2006). Đó là một thành công lớn, nó đã dẫn đến nhiều đề cử và chiến thắng tại Giải thưởng Âm nhạc Nam Phi (SAMA). Vào tháng 7 năm 2007, album đã được phát hành tại Ý, nơi ca khúc chủ đề của nó trở nên phổ biến rộng rãi.
Vào mùa hè năm 2010, cô tham gia cùng một loạt các nghệ sĩ bao gồm Alicia Keys, Shakira, K'Naan và John Legend, biểu diễn "Pata Pata" tại buổi hòa nhạc FIFA World Cup Kick-Off Concert. Cuối mùa hè đó, cô được chọn tham gia lễ kỷ niệm sinh nhật lần thứ 92 của cựu tổng thống Nam Phi Nelson Mandela. Màn trình diễn của cô với bài hát nổi tiếng chống phân biệt chủng tộc mà Mandela yêu thích "(Something Inside) So Strong" được xem là một trong những màn trình diễn nổi bật nhất trong sự nghiệp ca hát của cô.